# Acanthopagrus sivicolus
Acanthopagrus sivicolus — вид окунеподібних риб родини Спарових. Вид зустрічається на північному заході Тихого океану та біля берегів архіпелагу Рюкю навколо островів Амамі.

## Опис
Риба завдовжки 45 см, максимальна вага сягає 2,5 кг.